# Михайлевич, Михаил Иванович
Михаил Иванович Михайлевич (1898 год — 1969 год) — председатель сельхозартели «Серп и Молот» Фёдоровского района Кустанайской области, Казахская ССР. Герой Социалистического Труда (1957).
Родился в 1898 году на территории современной Одесской области. Возглавлял сельхозартель «Серп и молот» (позднее — колхоз) Фёдоровского района. По итогам 1956 года возглавляемая им сельхозартель заняла одно из первых мест по сбору зерновых в Фёдоровском районе. Указом Президиума Верховного Совета СССР от 11 января 1957 года за особо выдающиеся успехи, достигнутые в работе по освоению целинных и залежных земель, и получение высокого урожая удостоен звания Героя Социалистического Труда с вручением ордена Ленина и золотой медали «Серп и Молот».
Скончался в 1969 году.